# Krishnagiri
Krishnagiri est une ville indienne située dans le district de Krishnagiri dans l’État du Tamil Nadu.

## Géographie
Se situe à 499 m.s.m. et à 254 km de Chennai.

## Démographie
En 2011, sa population était de 71 323 habitants.

## Source de la traduction
- (en) Cet article est partiellement ou en totalité issu de l’article de Wikipédia en anglais intitulé « Krishnagiri » (voir la liste des auteurs).